# Башовиці
Башовиці (пол. Baszowice) — село в Польщі, у гміні Нова Слупя Келецького повіту Свентокшиського воєводства.
Населення — 370 осіб (2011).
У 1975-1998 роках село належало до Келецького воєводства.

## Демографія
Демографічна структура на день 31 березня 2011 року:
|          | Загалом | Допрацездатний вік | Працездатний вік | Постпрацездатний вік |
| -------- | ------- | ------------------ | ---------------- | -------------------- |
| Чоловіки | 184     | 28                 | 129              | 27                   |
| Жінки    | 186     | 26                 | 111              | 49                   |
| Разом    | 370     | 54                 | 240              | 76                   |